# BG (航空機)
BG
飛行するBG-1 9517号機
(VB-3B爆撃航空隊所属、1930年代後半撮影)
- 用途：爆撃機、連絡機
- 分類：艦上爆撃機
- 製造者：グレート・レイクス・エアクラフト社
- 運用者： アメリカ合衆国

  -  アメリカ海軍
  -  アメリカ海兵隊
- 生産数：61機
- 運用開始：1934年10月
- 退役：1941年6月
- 運用状況：退役

BG （Great Lakes BG ）は、グレート・レイクス社が開発し、アメリカ海軍や海兵隊で運用された艦上爆撃機である。

## 開発
アメリカ合衆国オハイオ州クリーヴランドのグレートレイクス・エアクラフト社は、以前海軍の依頼で、マーティン社製の艦上雷撃機・T4MをTG-1として18機、TE-1として注文されたエンジン換装型をTG-2として32機製造したことがあった。その経験を活かし、1933年半ばに海軍の要求により試作機XBG-1を提出した。
設計は、発動機を750馬力（560 kW）のプラット&ウィトニーのR-1535-82ツインワスプレシプロエンジンとし、テーパー翼と固定式テールホイール下部構造を備えた単発複葉機で、競合作のコンソリデーテッド社のXB2Yと比較して優れていると評価され、採用が決定した。同年11月には、プロトタイプの開放式操縦席から、密閉式操縦席へと改めたBG-1の製造が命じられた。
プロトタイプを含め、合計61機が製造された。

## 運用
BG-1は1934年10月から空母「レンジャー」や「レキシントン」へ配備され、VB-3B(後VB-4へと改称)爆撃飛行隊を編成して運用を開始した。1935年からは、海兵隊でも2個飛行隊を編成して運用が開始された。
1938年まで海軍で、1940年まで海兵隊で運用された。その後1941年6月に退役するまでは海上基地からの連絡などに用いられた。

## 派生型
XBG-1
試作型。開放式操縦席で、プラット&ウィトニーのR-1535-64エンジンを搭載。1機製造。
BG-1
生産型。密閉式操縦席へと改められ、プラット&ウィトニーのR-1535-82エンジンを搭載。60機製造。
XB2G-1
XB2G（Great Lakes XB2G）は、グレートレイクス・エアクラフト社がBG-1を元にアメリカ海軍向けに開発した試作艦上爆撃機で、海軍による募集の際、ブルースター社のXSBA、カーティス・ライト社のXSBC-3、グラマン社のXSBF、チャンス・ヴォート社のXSB2U、ノースロップ社のXBTと競合したが、性能が他機より劣ることから早々に開発を断念した。
製造は1機のみ。他機は大幅に開発の進んでいたXSBCがSBCとして採用されたり、開発が順調に行われたXSB2UがSB2Uとして採用されたほかは、いずれも断念や変更などが生じている。

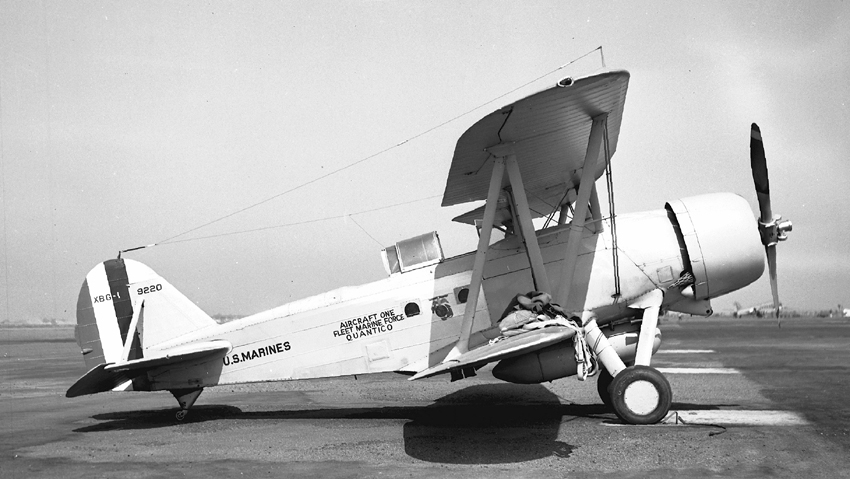
XBG-1
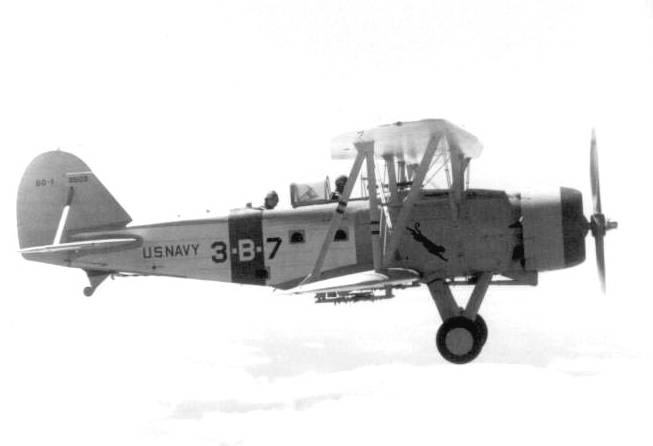
BG-1
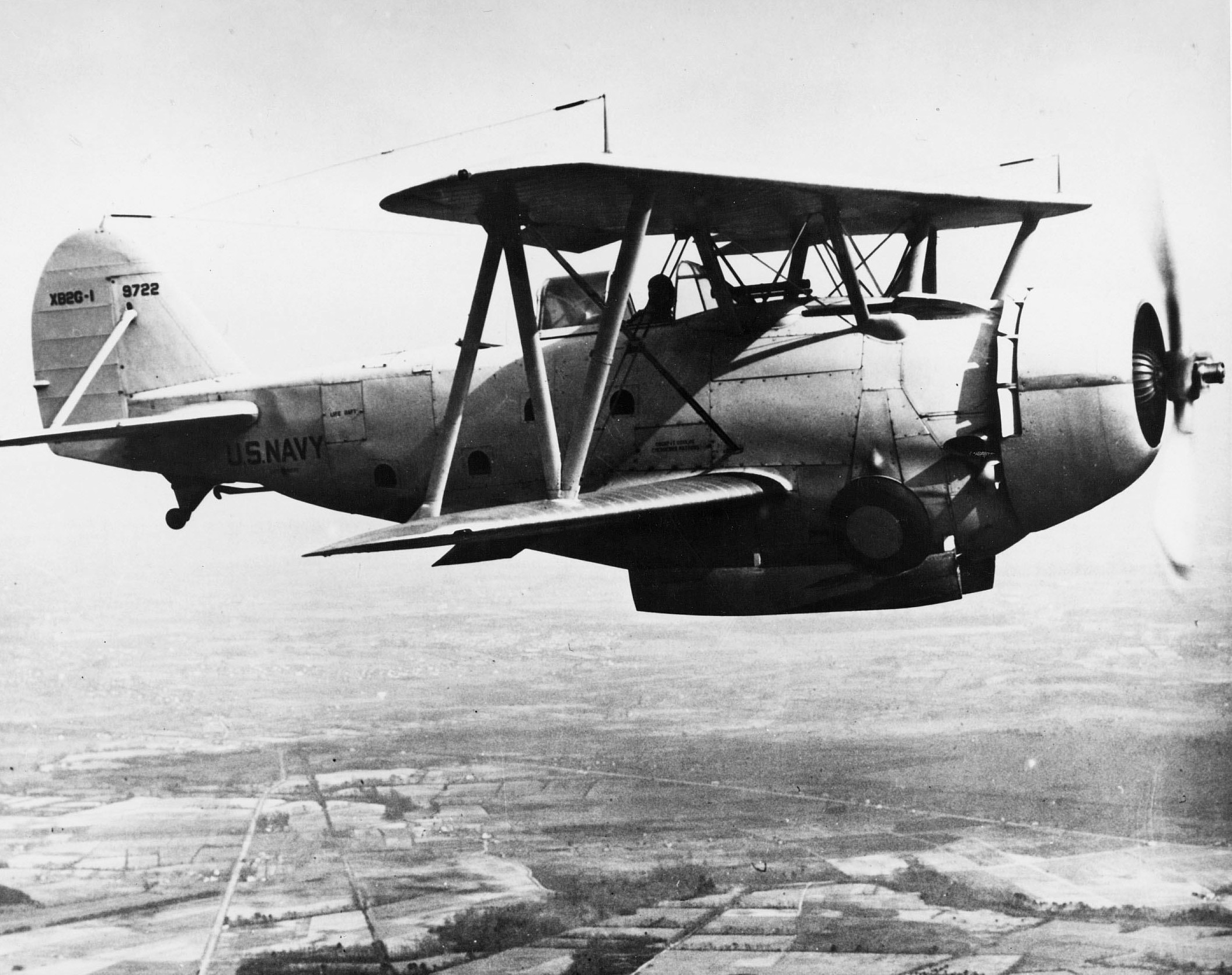
XB2G-1

## 諸元
量産型 BG-1の諸元
- 乗員：2名
- 全長：8.77 m (28 ft 9 in)
- 全幅：10.98 m (36 ft 0 in)
- 全高：3.35 m (11 ft 0 in)
- 翼面積：35.7 m2 (384 ft2)
- 空虚重量：1,774 kg (3,903 lb)
- 全備重量：2,885 kg (6,347 lb)
- エンジン：1 × プラット・アンド・ウィトニー R-1535-82, 560 kw (750 hp)
- 最大速度：303 km/h (188 mph)
- 巡航高度：6,100 m (20,100 ft)
- 航続距離：844 km (549 mi)